# Ag2r La Mondiale/Saison 2020
Diese Liste beschreibt die Mannschaft und die Erfolge des Radsportteams ag2r La Mondiale in der Saison 2020.

## Erfolge in der UCI WorldTour
In der Saison 2020 gelangen dem Team nachstehende Erfolge in der UCI WorldTour.
| Datum        | Rennen                   | Sieger      |
| ------------ | ------------------------ | ----------- |
| 5. September | 8. Etappe Tour de France | Nans Peters |

## Erfolge in den Continental Circuits
In den Rennen des UCI Continental Circuits gelangen dem Team nachstehende Erfolge.
| Datum         | Rennen                                 | Kat. | Sieger           |
| ------------- | -------------------------------------- | ---- | ---------------- |
| 2. Februar    | Grand Prix d’Ouverture La Marseillaise | 1.1  | Benoit Cosnefroy |
| 5.–9. Februar | Gesamtwertung Étoile de Bessèges       | 2.1  | Benoit Cosnefroy |
| 4. August     | 4. Etappe Route d’Occitanie            | 2.1  | Benoit Cosnefroy |
| 22. September | Paris–Camembert                        | 1.1  | Dorian Godon     |

## Mannschaft
| Teamkader 2020                                | Teamkader 2020     | Teamkader 2020         | Teamkader 2020                     |
| Name                                          | Geburtsdatum       | Land                   | Vorheriges Team                    |
| --------------------------------------------- | ------------------ | ---------------------- | ---------------------------------- |
| Romain Bardet                                 | 9. November 1990   | Frankreich             | Chambéry CF (2011)                 |
| François Bidard                               | 19. März 1992      | Frankreich             | Chambéry CF (2015)                 |
| Geoffrey Bouchard                             | 1. April 1992      | Frankreich             | CR4C Roanne (2018)                 |
| Mikaël Chérel                                 | 17. März 1986      | Frankreich             | FDJ (2010)                         |
| Clément Chevrier                              | 29. Juni 1992      | Frankreich             | IAM Cycling (2016)                 |
| Benoît Cosnefroy                              | 17. Oktober 1995   | Frankreich             | Chambéry CF (2017)                 |
| Silvan Dillier                                | 3. August 1990     | Schweiz                | BMC Racing Team (2017)             |
| Axel Domont                                   | 7. August 1990     | Frankreich             | Chambéry CF (2012)                 |
| Julien Duval                                  | 27. Mai 1990       | Frankreich             | Armée de terre (2016)              |
| Mathias Frank                                 | 9. Dezember 1986   | Schweiz                | IAM Cycling (2016)                 |
| Tony Gallopin                                 | 24. Mai 1988       | Frankreich             | Lotto-Soudal (2017)                |
| Ben Gastauer                                  | 14. November 1987  | Luxemburg              | Chambéry CF (2009)                 |
| Alexandre Geniez                              | 16. April 1988     | Frankreich             | FDJ (2016)                         |
| Dorian Godon                                  | 25. Mai 1996       | Frankreich             | Cofidis, Solutions Crédits (2018)  |
| Alexis Gougeard                               | 5. März 1993       | Frankreich             | USSA Pavilly Barentin (2013)       |
| Jaakko Hänninen                               | 16. April 1997     | Finnland               | EC Saint-Étienne Loire (2019)      |
| Quentin Jauregui                              | 22. April 1994     | Frankreich             | Roubaix Lille Métropole (2014)     |
| Pierre Latour                                 | 12. Oktober 1993   | Frankreich             | Chambéry CF (2014)                 |
| Lawrence Naesen                               | 28. August 1992    | Belgien                | Lotto-Soudal (2019)                |
| Oliver Naesen                                 | 16. September 1990 | Belgien                | IAM Cycling (2016)                 |
| Harry Tanfield                                | 17. November 1994  | Vereinigtes Königreich | Katusha-Alpecin (2019)             |
| Stijn Vandenbergh                             | 25. April 1984     | Belgien                | Etixx-Quick Step (2016)            |
| Aurélien Paret-Peintre                        | 27. Februar 1996   | Frankreich             | Chambéry CF (2018)                 |
| Nans Peters                                   | 12. März 1994      | Frankreich             | Chambéry CF (2016)                 |
| Andrea Vendrame                               | 20. Juli 1994      | Italien                | Androni Giocattoli-Sidermec (2019) |
| Clément Venturini                             | 16. Oktober 1993   | Frankreich             | Cofidis, Solutions Crédits (2017)  |
| Alexis Vuillermoz                             | 1. Juni 1988       | Frankreich             | Sojasun (2013)                     |
| Lawrence Warbasse                             | 28. Juni 1990      | Vereinigte Staaten     | Aqua Blue Sport (2018)             |
| Clément Champoussin (1. Apr.–31. Dez.)        | 29. Mai 1998       | Frankreich             | Chambéry CF (2019)                 |
| Anthony Jullien (1. Aug.–31. Dez., Stagiaire) | 5. März 1998       | Frankreich             | Chambéry CF (2019)                 |
| Antoine Raugel (1. Aug.–31. Dez., Stagiaire)  | 14. Februar 1999   | Frankreich             |                                    |
| Simon Verger (1. Aug.–31. Dez., Stagiaire)    | 8. Juli 1998       | Frankreich             |                                    |
|                                               |                    |                        |                                    |
| Quelle: ProCyclingStats                       |                    |                        |                                    |